# Elachertus artaeus
Elachertus artaeus är en stekelart som först beskrevs av Walker 1839.  Elachertus artaeus ingår i släktet Elachertus och familjen finglanssteklar. Inga underarter finns listade i Catalogue of Life.